# Przemysław Chojęta
Przemysław Chojęta (ur. 1979 we Wrocławiu) – polski aktor teatralny. Ukończył studia w Akademii Teatralnej im. Aleksandra Zelwerowicza w Warszawie. Od 2008 do 2013 roku był aktorem Teatru im. Juliusza Słowackiego w Krakowie. Obecnie jest członkiem zespołu Teatru Polskiego w Poznaniu.

## Teatr
- Całe życie głupi, reż. Maciej Wojtyszko, Teatr im. J. Słowackiego w Krakowie – rola Michała Bałuckiego
- Drakula B. Stoker, reż. A. Tyszkiewicz, Teatr im. J. Słowackiego w Krakowie, rola Artura Holmwooda
- Malavita. Ballady o mafii reż. P. Szumiec, Teatr im. J. Słowackiego w Krakowie, rola Maestro di ceremonie
- Kordian J. Słowacki, reż. J. Wiśniewski, Teatr im. J. Słowackiego w Krakowie
- Frank V. Komedia bankierska F. Dürrenmatt, reż. K. Babicki, Teatr im. J. Słowackiego w Krakowie
- Chryje z Polską M. Wojtyszko, reż. M. Wojtyszko, Teatr Nowy Praga – rola Michała Sokolnickiego
- Niskie łąki, P. Siemion, reż. W. Krzystek, Teatr Współczesny we Wrocławiu, rola Wiktora
- O poprawie Rzeczypospolitej, reż. A. Hanuszkiewicz, Teatr Polski w Warszawie, rola Jaśka
- Tryptyk romantyczny – Dziady, część II, A. Mickiewicz, reż. G. Gietzky, Teatr Miejski w Gdyni – rola Gustawa Konrada
- Trzej muszkieterowie, Przygody Tomka Sawyera, Teatr na Woli
- Kurka Wodna, S.I. Witkiewicz, reż. Jan Englert, Teatr Narodowy
- Sen nocy letniej, W. Szekspir, reż. J. Englert, Teatr Collegium Nobilium w Warszawie, rola Piszczałki
- Zbrodnia i kara, M. Zoszczenko, reż. C. Morawski, rola Sąsiada, Teatr Collegium Nobilium w Warszawie
- Legoland, D. Dobrow, reż. K. Rekowski, rola Michu, Teatr Collegium Nobilium w Warszawie
- Romeo i Julia, W.Szekspir, Uckemarkische Buchnen Schwedt

## Telewizja
- Prawo Agaty serial TV, jako Piotr Cieszyński (odc. 35)
- Doręczyciel serial TV reż. Maciej Wojtyszko
- Ekipa serial TV, reż Agnieszka Holland
- Chryje z Polską Teatr TV, reż. Maciej Wojtyszko, rola Michała Sokolnickiego
- Ale się kręci, serial tv, reż. Maciej Wojtyszko
- Oficer, reż. Maciej Dejczer – wartownik w KGP (odc. 3)
- Plebania, serial TV
- Barwy szczęścia serial TV
- Wszystko będzie, reż. Magdalena Pięta
- Kryminalni, jako cywil (odc. 2)
- Pan Gustaw i Matylda, Teatr TV, reż. Maciej Wojtyszko
- Pas de deux, reż. K. Lewińska, rola Wiktora Malca
- Pensjonat pod Różą, reż. Maciej Wojtyszko
- Klan, reż. P.Karpiński
- etiudy filmowe absolwentów i studentów reżyserii filmowej z katowickiej i łódzkiej szkoły filmowej (m.in. Ł. Barczyk i M. Majchrzak)